# 1972年沖縄県知事選挙
1972年沖縄県知事選挙（1972ねんおきなわけんちじせんきょ）は、沖縄県の執行機関である沖縄県知事を選出するため、1972年6月25日に投票が行われた選挙である。

## 概要
沖縄県の本土復帰により行われた知事選挙である。県知事選と同時に沖縄県議会議員選挙も行われた。
選挙は沖縄県本土復帰前の琉球政府行政主席であった現職の屋良朝苗と自由民主党公認で元琉球政府行政主席の大田政作との一騎討ちとなった。
選挙の結果、革新統一候補で現職の屋良朝苗が7万票以上の差をつけて当選した。

## 選挙日程及び有権者数
- 告示：1972年5月31日
- 投票日：1972年6月25日
- 投票日当日の有権者数

男性：名
女性：名

## 候補者
立候補者は以下の2名である。
| 候補者名 | 年齢 | 所属党派     | 新旧 | 推薦・支持党派 | 前職       |
| -------- | ---- | ------------ | ---- | -------------- | ---------- |
| 屋良朝苗 | 70   | 革新共闘会議 | 現職 |                | 沖縄県知事 |
| 大田政作 | 68   | 自由民主党   | 新人 |                | 弁護士     |

## 選挙結果
現職の屋良が、大田を大差で下して当選した。
※当日有権者数：,人 最終投票率：76.32%（前回比：pts）
| 候補者名 | 年齢 | 所属党派     | 新旧別 | 得票数    | 得票率 | 推薦・支持 |
| -------- | ---- | ------------ | ------ | --------- | ------ | ---------- |
| 屋良朝苗 | 70   | 革新共闘会議 | 現     | 251,230票 | 58.56% |            |
| 大田政作 | 68   | 自由民主党   | 新     | 177,780票 | 41.44% |            |